# Organo della Hofkirche a Innsbruck

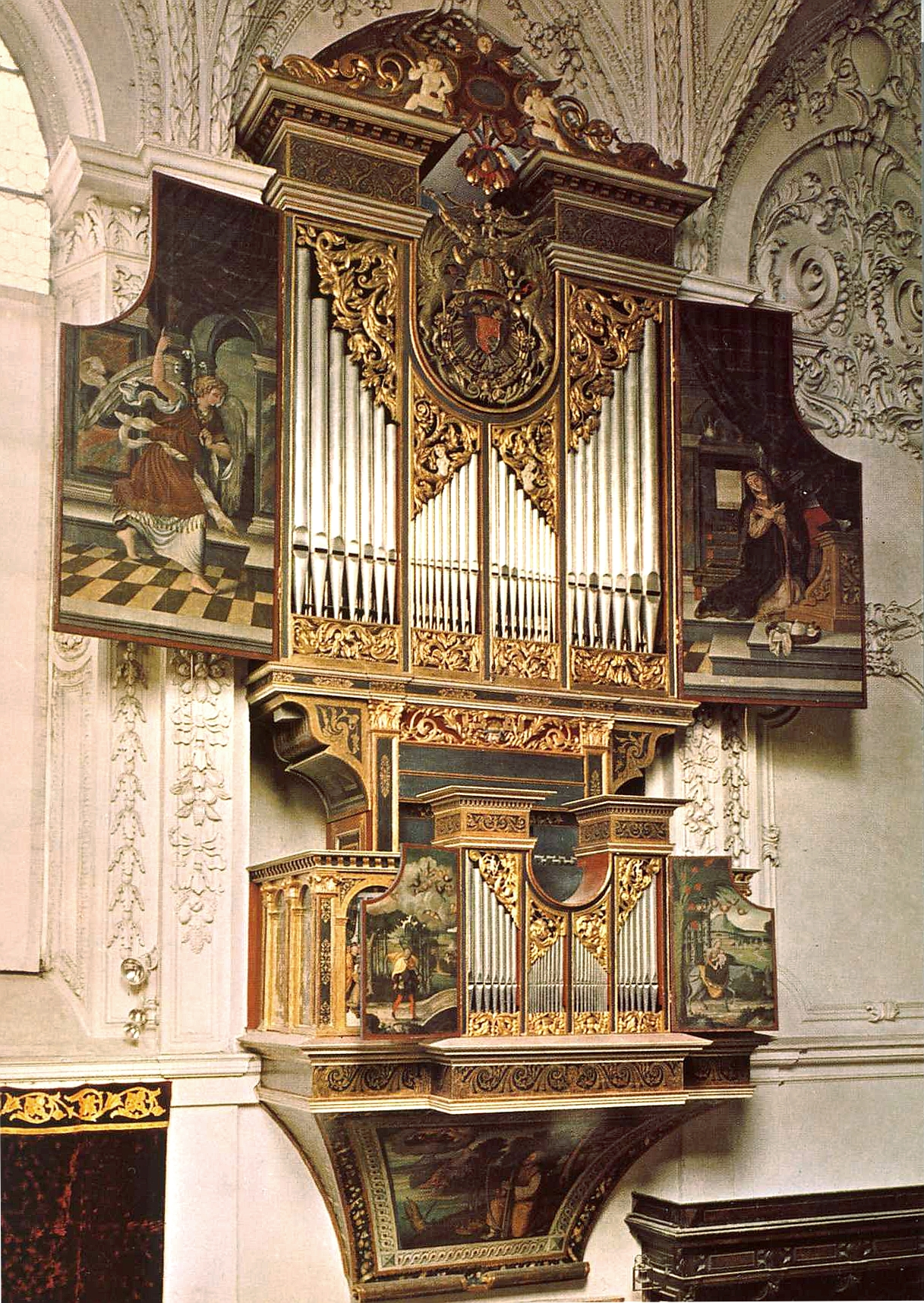
L'organo della Hofkirche di Innsbruck.

Con organo della Hofkirche ci si riferisce a un organo monumentale costruito a Innsbruck, in Austria.

## Storia
L'organo venne realizzato fra il 1557 e il 1561 da Jörg Ebert. Ebert, tuttavia, ricevette la commissione nel 1555, ma nel 1557 ci furono dei reclami in quanto non aveva ancora iniziato i lavori. Sulla consolle è inciso l'anno 1558, il che fa supporre che la parte funzionale dello strumento, in quell'anno, fosse sostanzialmente completata.
Nel 1559 il falegname venne minacciato di essere imprigionato in quanto era ancora molto indietro con la realizzazione della cassa. I lavori si conclusero nel 1561, e, il 7 giugno dello stesso anno, l'organo venne collaudato. I dipinti sulle ante furono realizzati da Domenico Pozzo, mentre la doratura della cassa è opera di Hans Perkhamer.
Georg Gemelich, nel 1606, eseguì un restauro e fece alcune riparazioni. Nel 1655 Daniel Herz e Jacob Köck montarono otto nuovi mantici. Fra il 1700 e il 1701 Johann Caspar Humpel ampliò notevolmente lo strumento, portandolo a 26 registri. Un altro grande intervento fu eseguito da Ignaz Franz Wörle nel 1748. A causa dell'insufficiente manutenzione, l'organo, nel 1832, divenne insuonabile. Johann Georg Gröber e Mathias Mauracher eseguirono alcune riparazioni nel 1838 e nel 1839.
Nel 1884 venne proposto di demolire lo strumento, ma Johann Deininger si oppose ed eseguì un restauro completo. Nel 1944, per timore dei bombardamenti, l'organo venne smontato e custodito in una cappella a Rotholz. Al termine del conflitto tornò nella Hofkirche, e, fra il 1954 e il 1962, Hubert Neumann tentò un restauro, lasciandolo però incompiuto. Dal 1965 al 1970 e dal 1975 al 1977 Jürgen Ahrend intervenne sullo strumento, eseguendo un restauro filologico completo e riportandolo alle sue condizioni originarie del 1561.

## Caratteristiche tecniche
Attualmente l'organo è a trasmissione interamente meccanica, l'aria è fornita da due mantici a cuneo, la pressione del vento è di 90 mm in colonna d'acqua, il corista del La corrisponde a 445 Hz e il temperamento è il mesotonico modificato. La disposizione fonica è la seguente:
| I - Im großen Corpus |        |  |
| Principal            | 8'     |  |
| Deckt fleten         | 8'     |  |
| Octaf                | 4'     |  |
| Quint                | 2' 2/3 |  |
| Quintez              | 2'     |  |
| Hindersaz            | V-X    |  |
| Ziml                 | II     |  |
| Hörnndl              | II     |  |
| Trumetten            | 8'     |  |
| Regal                | 8'     |  |
| Zitter               |        |  |

| II - Im Ruggpositiv |       |
| Offen fletl         | 4'    |
| Zudeckt fletl       | 4'    |
| Mixtur              | III-V |
| Ziml                | II    |
| Hörnndl             | II    |

| Pedal                                |
| Costantemente unito al primo manuale |